# Kaplica I Zboru Chrześcijan Baptystów „Wspólnota Nowego Narodzenia” w Poznaniu
Kaplica I Zboru Chrześcijan Baptystów „Wspólnota Nowego Narodzenia” w Poznaniu – kaplica w Poznaniu, należąca do Kościoła Chrześcijan Baptystów w RP, mieści się przy ul. Grunwaldzkiej 53 na Grunwaldzie na osiedlu samorządowym Stary Grunwald.

## Historia i architektura
Neogotycki budynek zbudowano w 1911 roku jako kostnicę dla szpitala prowadzonego przez luterańskie stowarzyszenie sióstr diakonis (obecnie jest to Szpital Kliniczny nr 2). W 1962 roku budynek przekazano zborowi Kościoła Chrześcijan Baptystów (obecnie I Zbór - Wspólnota Nowego Przymierza).
Kaplica wzniesiona jest na planie prostokąta z niewielką salą przyległą od północy. Na wschodniej ścianie znajduje się absyda, w której znajduje się baptysterium oraz krzyż stanowiący jedyny element jej wystroju.

## Galeria

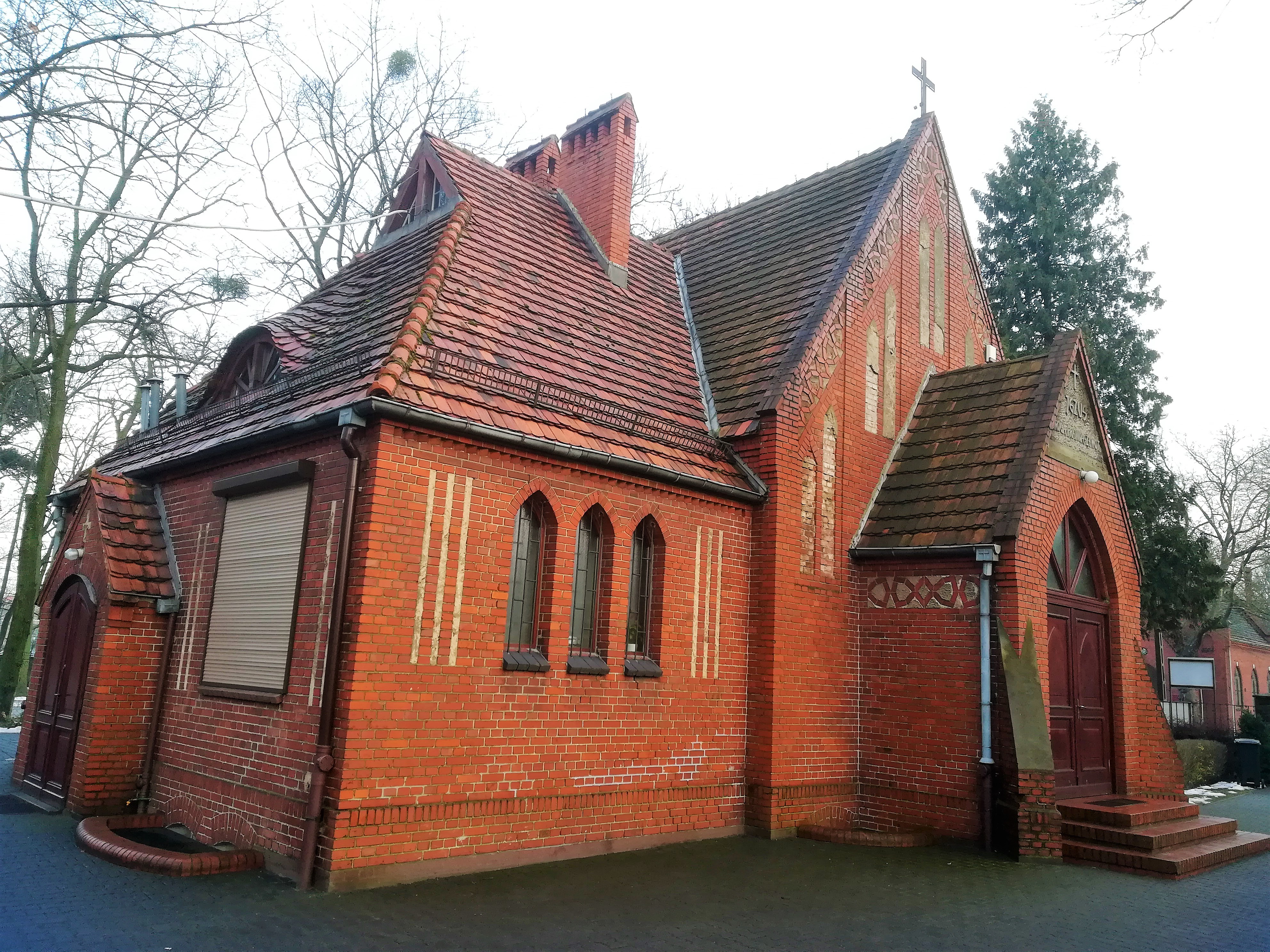
Widok ogólny
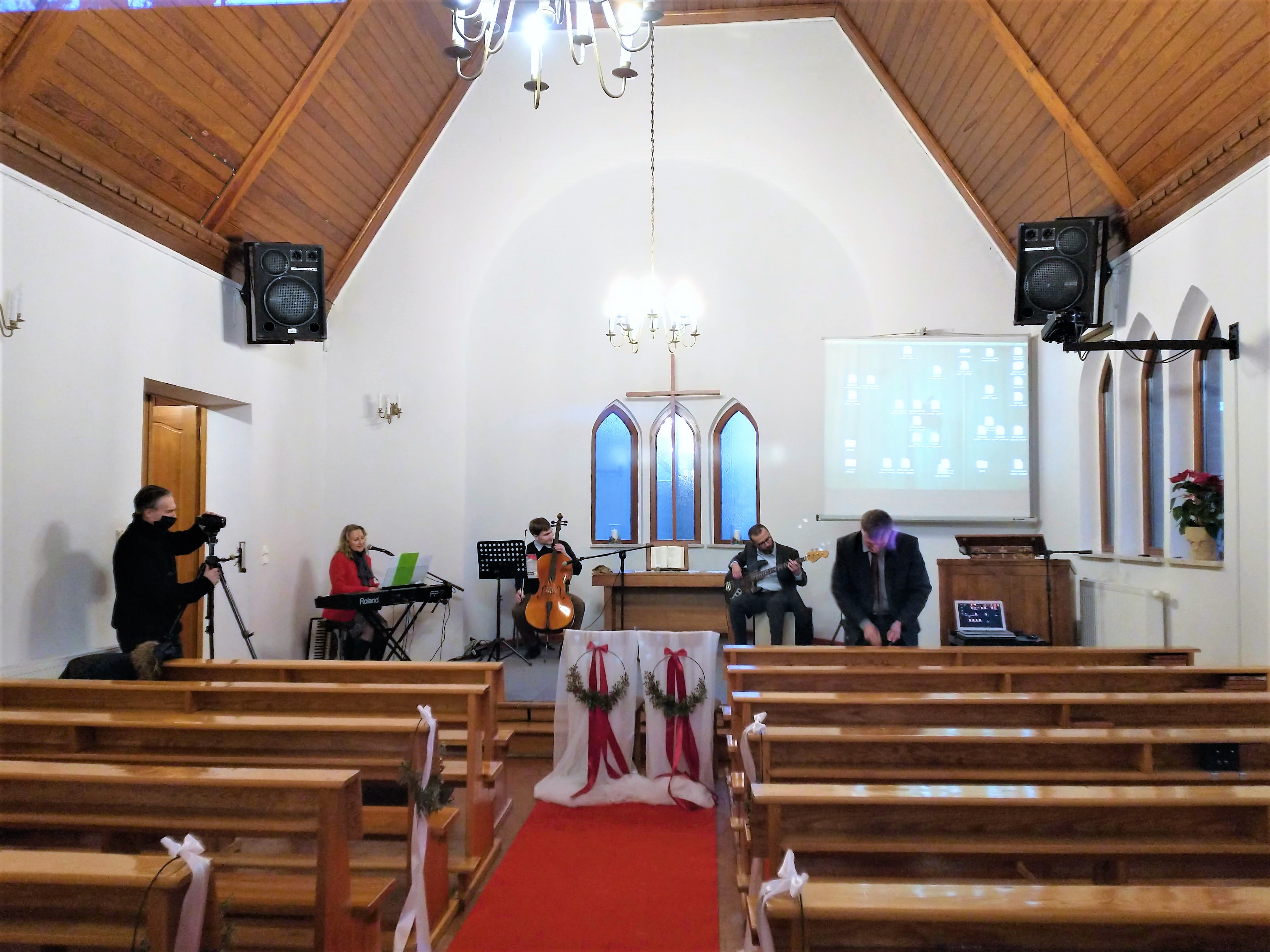
Wnętrze